# Cérilly (Allier)
Cérilly je obec ve Francii. Leží v regionu Auvergne-Rhône-Alpes, départementu Allier. Má 1 365 obyvatel (rok 2009).
Ekonomická základna Cérilly tradičně spočívá v zemědělství a navazujících odvětvích. V oblasti, kde se nachází Cérilly, se chová známý charolaiský skot. Z kvalitního dubového dřeva, které se těží v nedalekém Tronçaiském lese, se vyrábějí sudy pro nejlepší koňaky a bordeauxská vína.

## Pamětihodnosti
- románský kostel sv. Martina z 12. a 13. století, známý svou třípatrovou zvonicí a katakombami ze 17. století

## Osobnosti obce
- François Péron (1775–1810), biolog a objevitel
- Marcellin Desboutin (1823–1902), grafik a malíř
- Charles-Louis Philippe (1874–1909), spisovatel
- Jean Giraudoux (1882–1944), spisovatel a dramatik, žil zde v době, kdy byl jeho otec výběrčím daní
- Marcel Héraud (1883–1960), politik